# Nancy Mercado
Nancy Mercado BA, MA, Ph.D. (26 de diciembre de 1959) es una escritora, dramaturga, traductora, y profesora puertorriqueña, además de editora, y activista; su trabajo se centra en las cuestiones de la injusticia, el ambiente y las relaciones de los puertorriqueños, y en general de los hispanos y latinos en Estados Unidos. Forma parte del Movimiento Nuyoricano, un género literario que surgió del Movimiento beat.

## Vida y educación
Mercado es originaria de Atlantic City, Nueva Jersey, donde creció. Obtuvo un B.A. por la Universidad Estatal Rutgers de Nueva Jersey (1982), con una doble licenciatura en historia del arte, y arte y estudios puertorriqueños, y su M.A. en arte por la New York University en estudios liberales con una concentración en la escritura de guiones y en estudios de cine (1989). Obtuvo, en 2004, su doctorado en literatura inglesa, con una concentración en escritura creativa, por la Universidad de Binghamton- SUNY; defendiendo una tesis enfocada sobre la ciudad de Nueva York.

## Carrera
En 1979, Mercado comenzó su carrera literaria y, como tal, algunos consideran que ella formó parte de la segunda oleada de escritores que constituyeron el Movimiento literario nuyoricano. Sobre su obra, la Dra. Marilyn Kiss escribió

, "si lo personal es político, entonces estos párrafos como, "He was forgotten/before he could be remembered/by the heads of state/he provided sugar for (Se quedó en el olvido / antes de que pudiera ser recordado / por los jefes del estado / proveyó de azúcar para)," escrito sobre su abuelo, Don Portolo, "Director of the Sugar Cane Field Workers (Director de trabajadores del campo de caña de azúcar"),  y "Milla can speak of/The turn of the century land reforms,/Of the blinded enthusiasm/For a man called Marín... (Milla puede hablar de / El cambio de las reformas agrarias del siglo, / Por el entusiasmo ciego / Para un hombre llamado Marín") acerca de su abuela, Milla, y "Juanita, Providing food from soil,/Creating homes from ashes,/Teaching tolerance by living... (Juanita, suministrando alimentos de la tierra, / creando su hogar de las cenizas, / Enseñando tolerancia para vivir") acerca de su tía en Puerto Rico, ofrece un testimonio del poder de este tipo de visión poética."

En 2000 se publicó su libro de poemas: It Concerns the Madness (Se trata de la locura) (Long Shot Productions). Y en 2005, sirvió en el consejo editorial para una edición especial de Letras Femeninas; una publicación de la Asociación Internacional De Literatura Femenina Hispánica, del Departamento de Lenguas y Literatura, de la Arizona State University. Latino Leaders Magazine's de 2007, que la perfila como "una de los miembros más célebres del movimiento literario puertorriqueño en la Gran Manzana (Big Apple)."
En 2011, Mercado fue editora invitada de Phati'tude Literary Magazine's de la edición de invierno ¿What's in a Nombre? Writing Latin@ Identity in America.
Tuvo desarrollos artísticos en cine, video y radio incluidos en la serie de video enfocadas a la década de 1990 Poetry Spots dirigidos por Bob Holman, el filme documental, Yari, Yari Pamberi Black Women Writers Dissenting Globalization dirigido por Jayne Cortez, el documental especial de 2011 PBS NewsHour; America Remembers 9/11. y, National Public Radio's, The Talk of the Nation program; Subdued Reflection On Sept. 11 Anniversary en 2012.
Es profesora del Boricua College de la ciudad de Nueva York.

## Algunas publicaciones

### Libros
- Baseball Crazy: Ten Stories That Cover All the Bases. Edición reimpresa de Puffin Books, 191 pp. ISBN 0142413712, ISBN 9780142413715 2009

- Every Man for Himself: Ten Short Stories about Being a Guy. Edición reimpresa, ilustrada de Penguin Group USA, 154 pp. ISBN 0142408131, ISBN 9780142408131 2007

- Rooms for the Living: New York Poems. Editor State University of New York at Binghamton, Department of English, 168 pp. 2004

- if the world were mine... the young writer's workshop anthology. Editor. Newark: New Jersey Performing Arts Center Publication and United Way of Essex and West Hudson, 2003.

- Help, I'm bored!: summer fun. Editor Scholastic, 48 pp. ISBN 0439419069, ISBN 9780439419062 2002

- It Concerns the Madness. Hoboken: Long Shot Productions, 95 pp. 2000. ISBN 0965473856, ISBN 9780965473859

### Obras en actos
- Palm Trees in the Snow (1989)
- Chillin (1990)
- Forever Earth (1991)
- It is I; Stay Alive! (1992)
- Planet Earth (1993)
- Alicia in Projectland, coautoría con Pedro Pietri (1994)
- AWAY (1996)

### Ensayos
- "About Face: My Brief Journey as a Female Puerto Rican Poet." Gare Maritime. Nantes, France: Maison de la Poesie, 2000

- "AIDS in My World." Not in My Family: AIDS in the African American Community. Editor. Gil L. Robertson IV. Los Ángeles, California: Agate Publishers, 2006. ISBN 1932841245

- "Miguel Piñero." (Entrada biográfica.) The Encyclopedia of Hispanic-American Literature. Editor. Luz Elena Ramírez. New York: Facts on File, 2009

- "Youth Performance Workshops Reach Students in Elizabeth." Resource. Newark, NJ: New Jersey Performing Arts Center Publication, 1996